# Hrončecký grúň
Hrončecký grúň je národní přírodní rezervace v oblasti Poľana.
Nachází se v katastrálním území obci Hronec a Valaská v okrese Brezno v Banskobystrickém kraji. Území bylo vyhlášeno či novelizováno v letech 1964, 1993 na rozloze 55,3000 ha. Rozloha ochranného pásma byla stanovena na 112,8300 ha.